# Corpo ciclotômico
Em teoria dos números, um corpo ciclotômico é um corpo numérico obtido por agregar uma raiz da unidade complexa a Q, o corpo dos números racionais. O corpo ciclotômico n-ésimo Q(ζn) (com n > 2) é obtido por agregar uma raiz de unidade n-ésima primitiva ζn aos números racionais.
Os corpos ciclotômicos desempenham um papel crucial no desenvolvimento da moderna álgebra e teoria dos números por causa de sua relação com o último teorema de Fermat. Estão no processo de investigações mais profundas da aritmética destes corpos (para primos n) – e mais precisamente, por causa da falha da fatoração única em seus anéis de inteiros – que Ernst Kummer primeiramente introduziu o conceito de um número ideal e provou suas celebradas congruências.